# Gregor Rutz

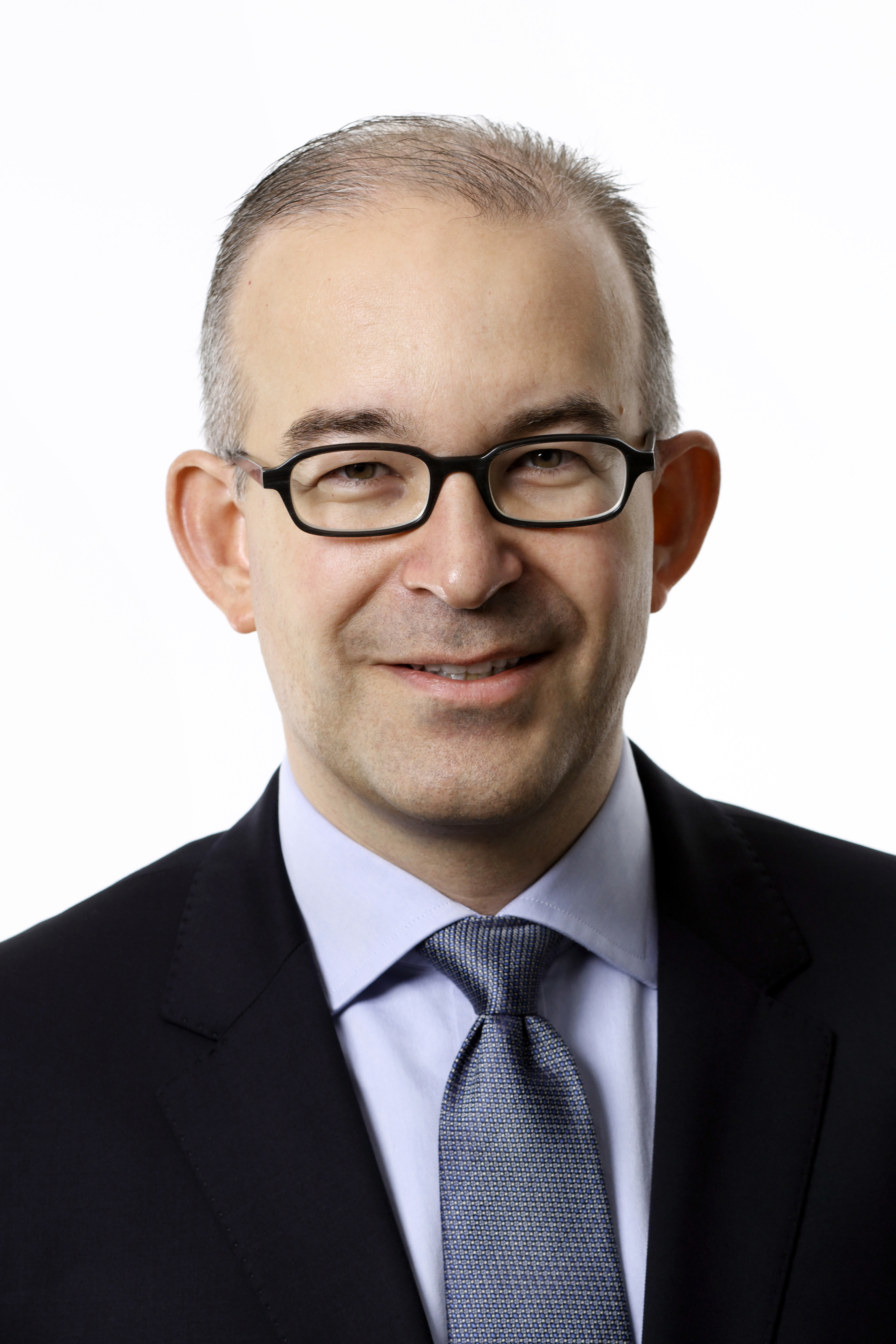
Gregor Rutz (2012)

Gregor Rutz, mit vollem Namen Gregor Anton Rutz (* 12. Oktober 1972 in Zürich; heimatberechtigt in Zollikon und Wildhaus SG), ist ein Schweizer Politiker (SVP) und Unternehmer.

## Leben
Gregor Rutz absolvierte in Zürich die Matura Typus B und studierte an der Universität Zürich Rechtswissenschaften (Lizentiat). Zwischen 1996 und 2002 dozierte er in Handelsrecht, Staatsrecht und Wirtschaftskunde und war zudem von 1998 bis 2000 wissenschaftlicher Mitarbeiter an der Universität Freiburg in Freiburg im Üechtland (Juristische Fakultät). Von 2001 bis 2008 war er Generalsekretär und Geschäftsführer der Schweizerischen Volkspartei (SVP). Seit 2008 ist er als selbständiger Berater und Partner der Firma Rutz & Partner in Zollikon tätig. Seine Agentur beschäftigt sich mit Kommunikationsberatung und Öffentlichkeitsarbeit. Er ist seit 2015 in Nachfolge von Hans Hess Präsident der Vereinigung des schweizerischen Tabakwarenhandels. Seit 2017 ist er Mitinhaber der Weinhandlung Le Chardon Bleu Sàrl. Er ist unter anderem Präsident des Stadtzürcher Hauseigentümerverbands sowie der IG Freiheit. Seit 2024 präsidiert er auch den Hauseigentümerverband (HEV Schweiz), in dessen Vorstand er ein Jahr zuvor gewählt wurde.
Rutz stammt aus Zollikon, ist verheiratet und lebt in Zürich.

## Politik
Von 2000 bis 2005 war er Mitglied im Verfassungsrat des Kantons Zürich, von 2001 bis 2008 Generalsekretär und Geschäftsführer der SVP. Er war neben dem Präsidenten Ueli Maurer und dem SVP-Fraktionsvorsitzenden Caspar Baader der dritte Kopf des Dreiergespanns der SVP Schweiz. Von 2011 bis 2012 war Rutz Mitglied des Kantonsrats im Kanton Zürich. Mit dem Rücktritt von Nationalrat Bruno Zuppiger vom 10. September 2012 rückte Rutz in den  Nationalrat nach. Rutz trat auf Beginn der Dezembersession sein neues Amt in Bern an; die Vereidigung fand am 26. November 2012 statt. Dafür trat er als Kantonsrat zurück. Im Nationalrat ist er seit 2015 Mitglied der Kommission für Verkehr und Fernmeldewesen und seit 2012 Mitglied der Staatspolitischen Kommission, deren Subkommission «Parlament in Krisensituationen» er von 2020 bis 2022 präsidierte.
Bei den Ständeratswahlen 2023 verlor Rutz im 2. Wahlgang gegen die Grünliberale Tiana Angelina Moser.